# Puresa en el budisme
Puresa o purea (suddha) és un concepte dins el budisme Theravada i Mahayana encara que les implicacions de la purificació moral resultant es poden veure de manera diferent en les diverses tradicions religioses. L'ànim és purificar la personalitat del practicant del budisme, per tant totes les impureses de caràcter o morals i els defectes, (kleshas), com ara la ira, la ignorància i la cobdícia es treuen fora i es pot obtenir el Nirvana.